# Ponte di Chiswick
Il ponte di Chiswick (in lingua inglese: Chiswick Bridge) è un'opera pedonale e carrabile che attraversa il fiume Tamigi nella città di Londra, tra i distretti londinesi di Chiswick, sulla riva nord, e Mortlake, sulla riva sud.

## Storia

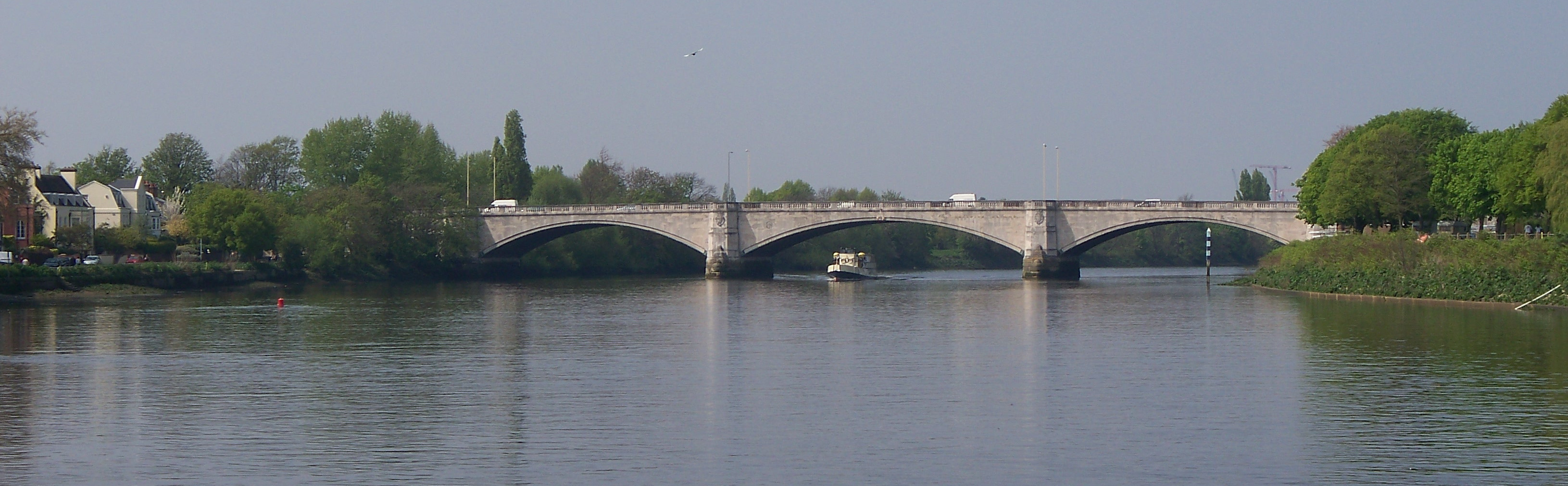
Altra immagine del ponte di Chiswick

Il collegamento tra i villaggi di Chiswick e Mortlake, distanti circa dieci chilometri dal centro di Londra e collocati, rispettivamente, sulla sponda nord e sud del fiume Tamigi, era garantito sin dal Seicento da un servizio di traghetti. Ambedue le aree erano scarsamente popolate, sicché non vi era una domanda abbastanza elevata da giustificare un collegamento fisso in quel punto.
Nell'Ottocento, con la costruzione delle ferrovie e della metropolitana, fare il pendolare per Londra divenne più conveniente e a buon mercato, e la popolazione di Chiswick e Mortlake crebbe sensibilmente, sino a esplodere dopo la prima guerra mondiale. La congestione del traffico veicolare urbano spinse le autorità ad autorizzare la costruzione di una strada (l'odierna A316) nella zona; questo progetto richiese la realizzazione di due ponti, nello specifico a Twickenham e Chiswick. Fu così che venne edificato il ponte di Chiswick, inaugurato il 3 luglio 1933 da Edoardo VIII del Regno Unito; lo stesso giorno il servizio traghetti cessò di operare tra le due zone.
Il ponte, appena inaugurato, conobbe una calorosa accoglienza; la rivista Country Life lodò molto il suo design, che riflette «la tradizione palladiana del XIX secolo della famosa villa di Lord Burlington a Chiswick».

## Design
Il progetto del ponte venne affidato all'architetto Herbert Baker e all'ingegnere Alfred Dryland, entrambi coaudivati dalle maestranze della Considère Constructions, all'epoca una delle aziende leader in Inghilterra della calcestruzzo armato.
Il ponte di Chiswick presenta fondazioni cementizie e poggia su una superstruttura di cinque arcate realizzata in conglomerato calcestruzzo armato; è lungo 185 metri e consta di due marciapiedi larghi 4.6 metri e della strada rotabile larga 12 metri. All'inaugurazione, l'arcata centrale - di ben 46 metri - era l'arcata in cemento più lunga del Tamigi.
Il ponte venne costruito dalla Cleveland Bridge & Engineering Company ad un costo di £208,284 (circa £13,335,000 nel 2016 al netto dell'inflazione); con le spese supplementari, le quali hanno sostenuto l'acquisto delle terre su cui poggia il ponte e la costruzione delle strade ivi affluenti, il costo totale della struttura è stato pari a £227,600 (£14,572,000 nel 2016). L'intero capitale è stato ripartito tra il ministero dei Trasporti e le contee del Surrey e del Middlesex, che hanno contribuito sostenendo, rispettivamente, il 75% e il 25% della spesa.